# Amphicytherura
Amphicytherura is een geslacht van uitgestorven kreeftachtigen uit de klasse van de Ostracoda (mosselkreeftjes).

## Soorten
- Amphicytherura antiqua Rosenfeld & Raab, 1984 †
- Amphicytherura armata Dingle, 1981 †
- Amphicytherura ashqelonensis Rosenfeld & Raab, 1984 †
- Amphicytherura bartensteini Kaye & Barker, 1966 †
- Amphicytherura berbiguierensis Colin, 1974 †
- Amphicytherura bicornella Deroo, 1966 †
- Amphicytherura bonnemai Deroo, 1966 †
- Amphicytherura copicosta Crane, 1965 †
- Amphicytherura curta (Jennings, 1936) Howe & Laurencich, 1958 †
- Amphicytherura decussata Gruendel, 1969 †
- Amphicytherura dinglei McKenzie, Reyment & Reyment, 1993 †
- Amphicytherura dubia (Israelsky, 1929) Butler & Jones, 1957 †
- Amphicytherura falloti Donze, 1972 †
- Amphicytherura fragilis Piovesan & Nicolaidis in Piovesan, Nicolaidis, Fauth & Viviers, 2013 †
- Amphicytherura icenica (Jones & Hinde, 1890) Howe & Laurencich, 1958 †
- Amphicytherura incurva Damotte, 1965 †
- Amphicytherura iniqua Holden, 1964 †
- Amphicytherura kallakkudiensis Jain, 1978 †
- Amphicytherura lecta Stepanaitys, 1967 †
- Amphicytherura manifesta Kuznetsova, 1961 †
- Amphicytherura pandicosta Crane, 1965 †
- Amphicytherura roemeri (Bartenstein, 1956) Kaye, 1965 †
- Amphicytherura sexta Bold, 1964 †
- Amphicytherura singhi Jain, 1975 †
- Amphicytherura slenakenensis Deroo, 1966 †
- Amphicytherura subbaramani Jain, 1976 †
- Amphicytherura theesensis Gruendel, 1974 †
- Amphicytherura tumida Dingle, 1969 †
- Amphicytherura yakhiniensis Rosenfeld, 1974 †
- Amphicytherura zululandensis Dingle, 1980 †